# Bolinopsis infundibulum
Bolinopsis infundibulum è una specie di ctenoforo tentacolato, descritto per la prima volta nel 1776 dal naturalista Otto Friedrich Müller.

## Descrizione
Bolinopsis infundibulum è uno ctenoforo ovale, lungo fino a circa 15 cm, dall'aspetto pressoché trasparente o biancastro. Presenta due piccoli tentacoli. La bocca si trova ad un'estremità del corpo, dove sono presenti due grandi lobi utili per la cattura del cibo. Qui sono presenti quattro auricole che producono correnti che permettono all'animale di catturare le prede.
Le 8 fila bioluminescenti di cteni permettono all'animale di muoversi agilmente lungo la colonna d'acqua, seppur l'animale sia planctonico. Gli cteni si muovono in modo sincronizzato, e ciò inoltre conferisce all'animale un aspetto iridescente.

## Distribuzione
L'areale di Bolinopsis infundibulum è molto vasto: va dall'Atlantico settentrionale al mar del Nord, passando anche per il Mar Mediterraneo. Si può osservare a profondità notevoli (1000 m), ma normalmente gli individui più giovani si trovano a profondità minori.
Notevole è la sua somiglianza con la più nota noce di mare: caratteristica che ha reso criptico il riconoscimento delle due specie nel Mar del Nord. I primi avvistamenti di Mnemiopsis leidyi in quell'area risalgono infatti al 2005, ma non è da escludere che sia arrivato ben prima e che fosse stato confuso con B. infundibulum.

## Aspetti ecologici
Le prede di B. infundibulum sono tutti deboli nuotatori che possono rimanere vittime delle correnti generate dalle tentille dell'animale: uova e avannotti di pesce, larve di copepodi, i veliger dei gasteropodi, i rotiferi e altro zooplancton.
Il Bolinopsis infundibulum è a sua volta preda di un altro ctenoforo: Beroe cucumis. Nel mese di maggio nelle acque norvegesi sono stati registrati fino a 250 individui per metro quadrato, seguiti da un rapido calo provocato appunto da quest'altro ctenoforo. Individui più grandi di B. infundibulum sono stati segnalati da acque più profonde, predando copepodi, più avanti nel corso dell'anno.